# Neohymenopogon oligocarpus
Neohymenopogon oligocarpus là một loài thực vật có hoa trong họ Thiến thảo. Loài này được (H.L.Li) Bennet mô tả khoa học đầu tiên năm 1981.